# Jubilate (album)
Jubilate är ett album från 1991 av Kommuniteten i Taizé. Albumet spelades in hos kommuniteten i Taizé under 1991.

## Låtlista
1. Jubilate, servite
2. Veni Creator Spiritus
3. Singt dem Herrn
4. Alleluia 10
5. Stay with us
6. Kyrie eleison 13
7. Jésus le Christ
8. Laudate Dominum
9. Bénissez le Seigneur
10. Adoramus te Christe
11. Magnificat (choral)
12. Il n’est pas de plus grand amour
13. Bonum est confidere
14. Gospodi
15. Notre âme attend le Seigneur
16. Jesus, remember me